# Bob Glendenning
Robert Glendenning, noto come Bob Glendenning (Washington, 6 giugno 1888 – 19 novembre 1940), è stato un allenatore di calcio e calciatore inglese, di ruolo difensore.

## Carriera
Da calciatore vinse una FA Cup con il Barnsley nel 1912. Giocò inoltre con il Washington United F.C., il Bolton e l'Accrington Stanley.
Da allenatore sedette sulla panchina della Nazionale olandese ai Giochi olimpici del 1928 ed ai Mondiali del 1934 e del 1938, ed è tuttora l'allenatore con più vittorie sulla panchina degli oranje (36).

## Palmarès

### Giocatore

#### Competizioni nazionali
- Coppa d'Inghilterra: 1

Barnsley: 1911-1912